# Сулейменов, Ахмедья Кудышевич
Сулейменов Ахмедья Кудышевич, родился 1 апреля 1947 года в г.Караганде, Казахская ССР. Бывший начальник Управления по борьбе с хищениями собственности и спекуляции МВД РК, первый начальник Политического Управления МВД на правах заместителя Министра внутренних дел.

## Образование
Окончил Омскую высшую школу МВД СССР по специальности юрист-правовед, Академию МВД СССР (г. Москва) по специальности организатор управления органами ВД и Университет Культуры Академии МВД СССР.

## Биография
- 1964—1966 гг. — работал электрослесарем, ремонтным электриком на Рудоремотном заводе треста «Карагандашахтстроймонтаж» и обогатительной фабрике шахты № 38 г. Караганды.
- 1966—1970 гг. — Слушатель Омской высшей школы МВД СССР.
- 1970—1973 гг. — Инспектор, старший инспектор отдела уголовного розыска УВД Карагандинского ОблИсполКома.
- 1973—1974 гг. — Начальник отделения уголовного розыска Ленинского РОВД г. Караганды, заместитель начальника отдела уголовного розыска УВД Карагандинского ОблИсполКома.
- 1974—1978 гг. — Заместитель начальника отдела по борьбе с хищениями и спекуляцией УВД Карагандинского ОблИсполКома.
- 1978—1980 гг. — Слушатель Академии МВД СССР г. Москва.
- 1980—1983 гг. — Начальник ОБХСС УВД Карагандинского ОблИсполКома.
- 1983—1984 гг. — Начальник УВД Карагандинского ГорИсполКома.
- 1984—1988 гг. — Начальник Управления по борьбе с хищениями соцсобственности и спекуляцией МВД Казахстана.
- 1988—1992 гг. — Начальник Политотдела, Политического Управления МВД Казахстана на правах заместителя Министра.
- 1992—1996 гг. — начальник Управления уголовного розыска, заместитель начальника Главного Управления по борьбе с организованной преступностью, заместитель начальника главного управления уголовно-исполнительной системы МВД РК, начальник 8 управления Государственного Следственного Комитета.
- 1996 г. — по н.в. — начальник Управления по борьбе с контрабандой Таможенного Комитета РК, Заместитель генерального директора Павлодарского НПЗ, директор департамента безопасности Национальной энергетической Компании «КЕГОК», Начальник службы безопасности кинопроекта «Кочевники», Генеральный директор охранной компании «Щит-секьюрити», Генеральный директор ТОО «Асан Тау Инвест».

Женат, имеет двоих детей.

## Награды
- Медаль «За отличную службу по охране общественного порядка»
- Медаль «За безупречную службу» I, II, III — степеней
- Юбилейная медаль «50 лет советской милиции»
- Знак «Заслуженный работник МВД Советского Союза»
- Медаль «Ветеран труда»

## Интересные факты
- При его руководстве Управление по борьбе с хищениями соцсобственности и спекуляцией МВД Казахстана за достигнутые наилучшие показатели в борьбе с преступностью было награждено почетной грамотой ЦК КПСС, Совета Министров СССР, ЦК ВЛКСМ, ВЦСПС (беспрецедентный в СССР случай награды милицейской службы).
- Под его личным руководством была осуществлена разработка глубоко законспирированной преступной группы взяточников в системе автотранспорта республики, возглавляемым министром. Впоследствии были привлечены к уголовной ответственности ряд руководителей партийных, советских органов. Уголовное дело вызвало большой общественный резонанс в СССР. Всего привлечено судом 96 человек.

## Публикации в прессе
- Существует почти национальная идея, что завтра будет поздно и обогащаться любыми средствами нужно сегодня
- О ЧЕСТИ, ЧЕСТНОСТИ И ОБОРОТНЯХ // «Ленинская смена» : Газета. — 1988. — Вып. (11677), № 41.
- Полковник Ахмедья СУЛЕЙМЕНОВ: «Я СТАРЫЙ «МЕНТ В ЗАКОНЕ», МЕНЯ НЕ СЪЕДЯТ, Я НЕВКУСНЫЙ» // «Караван-Блиц» : Газета. — Алматы, 1994. — № 29.
- Сулейменов Ахмедья Кудышевич - Книга "Полковник Сулейменов. Честь имею"/ А. К. Сулейменов. - Алматы : [б. и.], 2013. - 219 с. : фот.цв. - ISBN 78-601-062161-9